# VISTA Variables in the Via Lactea
VISTA Variables in the Via Lactea (VVV) – jeden z sześciu dużych przeglądów wykonywanych przez teleskop VISTA znajdujący się w należącym do ESO obserwatorium Paranal w Chile.
Przegląd VISTA jest publicznym przeglądem dedykowanym skanowaniu centralnych części Drogi Mlecznej oraz południowej płaszczyzny dysku galaktycznego poprzez pięć filtrów w podczerwieni. Obserwacje w podczerwieni ujawniają struktury, których nie widać na zdjęciach w zakresie światła widzialnego, najczęściej z powodu bardzo niskich temperatur badanych obiektów lub przesłonięcia przez gęsty pył. Dane z VVV są dostępne publicznie dla międzynarodowej społeczności za pomocą ESO Science Archive Facility. Przegląd rozpoczął się w 2010 roku i otrzymał łącznie 1929 godzin czasu obserwacyjnego w przeciągu pięciu lat.

## Odkrycia w ramach przeglądu

Mgławica NGC 6357 w świetle podczerwonym – zdjęcie otrzymane przez teleskop VISTA w przeglądzie VVV

### Nowe gromady otwarte
W 2011 roku międzynarodowy zespół astronomów dokonał odkrycia w Drodze Mlecznej 96 nowych gromad otwartych zakrytych przez pył. Większość z odkrytych gromad jest bardzo mała i zawiera około 10-20 gwiazd. Dotychczasowe techniki obserwacyjne nie pozwalały na odkrycie i badanie tak niewielkich skupisk gwiazd.

### Szczegóły mgławicy NGC 6357
Kolejnym odkryciem były obserwacje w podczerwieni mgławicy NGC 6357, w której powstają nowe gwiazdy. Nowe zdjęcia ujawniają więcej szczegółów mgławicy, niewidocznych na zdjęciach w świetle widzialnym. Jedną z młodych, jasnych gwiazd w mgławicy NGC 6357 jest Pismis 24-1, która była uważana za najbardziej masywną znaną gwiazdę. Okazało się, że jest gwiazdą wielokrotną zbudowaną z co najmniej trzech wielkich, jasnych gwiazd, każda o masie około 100 mas Słońca.

### Kształt centrum Drogi Mlecznej
W 2013 grupa badaczy z Max-Planck-Institut für extraterrestrische Physik (MPE) w Garching w Niemczech użyła przeglądu VVV do opracowania nowej trójwymiarowej mapy centralnych części Drogi Mlecznej. Dobre pokrycie przestrzenne przeglądu VVV pozwoliło na pomiary w całym wewnętrznym obszarze Drogi Mlecznej, na podstawie których opracowano trójwymiarowe pomiary struktury zgrubienia. Szczegółowe badania wykazały, że wewnętrzne obszary przybierają kształt „orzeszka ziemnego” albo litery X.
Dzięki przeglądowi VVV można obserwować gwiazdy trzydzieści razy słabsze niż było to możliwe podczas poprzednich przeglądów. Zespół zidentyfikował 22 miliony gwiazd należących do klasy czerwonych olbrzymów, których dobrze poznane właściwości pozwalają na obliczenie odległości do obiektów. Znając rozmieszczenie gwiazd i odległości do nich, astronomowie mogli utworzyć trójwymiarową mapę zgrubienia galaktycznego oraz opisać jego kształt. Z obliczeń wynika, że kształt jest charakterystyczny dla galaktyk z poprzeczką, które na początku były zwykłymi dyskami gwiazd.